# نانجو (أوكيناوا)
مدينة نانجو (بالإنجليزية: Nanjō) هي أحد المدن التابعة لمحافظة أوكيناوا، في اليابان. ويقدر عدد سكانها بـ 39458 نسمة حسب تقدير مكتب الإحصاء الياباني لعام 2012. تبلغ مساحة نانجو 49.7 كم2. بكثافة سكانية تبلغ 819 نسمة/كم2.